# Воконкур-Нервезен
Воконку́р-Нервезе́н (фр. Vauconcourt-Nervezain) — коммуна во Франции, находится в регионе Франш-Конте. Департамент — Верхняя Сона. Входит в состав кантона Дампьер-сюр-Салон. Округ коммуны — Везуль.
Код INSEE коммуны — 70525.

## География

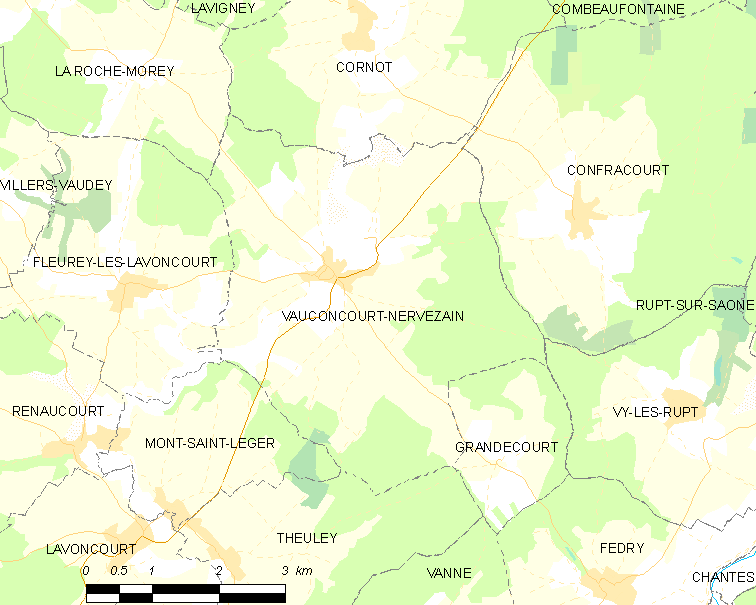
Карта коммуны

Коммуна расположена приблизительно в 290 км к юго-востоку от Парижа, в 50 км севернее Безансона, в 25 км к западу от Везуля.
По территории коммуны протекает река Гуржона, правый приток Соны.

## Население
Население коммуны на 2010 год составляло 228 человек.
| 1962 | 1968 | 1975 | 1982 | 1990 | 1999 | 2010 |
| ---- | ---- | ---- | ---- | ---- | ---- | ---- |
| 270  | 236  | 194  | 212  | 225  | 212  | 228  |

## Экономика
В 2010 году среди 121 человека трудоспособного возраста (15—64 лет) 86 были экономически активными, 35 — неактивными (показатель активности — 71,1 %, в 1999 году было 69,8 %). Из 86 активных жителей работали 76 человек (41 мужчина и 35 женщин), безработными было 10 (5 мужчин и 5 женщин). Среди 35 неактивных 4 человека были учениками или студентами, 25 — пенсионерами, 6 были неактивными по другим причинам.

## Достопримечательности
- Дом Рош (XV век). Исторический памятник с 1997 года[3]